# Petits mons de poesia
Petits mons de poesia (originalment en francès, En sortant de l'école) és una sèrie de curtmetratges francesos dedicats als poemes amb la idea d'associar poesia i llibertat de creació. Cada temporada ret homenatge a un poeta diferent. S'ha subtitulat al català.
Consisteix en tretze curtmetratges de tres minuts creats per joves directors francesos graduats en escoles d'animació franceses. Va ser produït per Tant Mieux Prod, Bayard Jeunesse i France Télévision.
La primera temporada va partir de tretze poemes de Jacques Prévert. Posteriorment, es van fer altres temporades al voltant d'autors diferents però amb el mateix nom.
Va rebre el premi Les lauriers de la radio et de la télévision el febrer de 2016. S'ha exhibit en la Secció Oficial del Festival de Cinema d'Animació d'Annecy.